# The Lion King (2019)
The Lion King is een Amerikaanse muzikale fantasyfilm uit 2019, geregisseerd door Jon Favreau en geproduceerd door Walt Disney Pictures. Het is een CGI-remake van Disney's animatieklassieker uit 1994. In de bioscopen werd de film uitgezonden in 3D of 4D.
Het was de tweede remake van een lange Disney-tekenfilm, na het succes van The Jungle Book uit 2016 van Favreau. De plannen voor de remake van The Lion King werden in september 2016 bevestigd, waarna in 2017 werd begonnen met het maken van de film.

## Verhaal
In de Afrikaanse savanne wordt de leeuw Simba geboren als welpje van het koningspaar, koning Mufasa en koningin Sarabi. Terwijl Simba uitgroeit tot een nieuwsgierig en avontuurlijke jonge leeuw, kan hij nauwelijks wachten tot de dag komt dat hij het overneemt als de nieuwe leeuwenkoning. 
Simba's kwaadaardige oom Scar wil echter zelf de alleenheerser over de savanne worden. Scar werkt zich eerst in de gunst bij de hyena's. Dan lokt hij Simba en diens vriendinnetje Nala naar een olifantenkerkhof, met de bedoeling hen door de hyena's te laten afmaken. Mufasa wordt net op tijd gewaarschuwd door Simba's voogd Zazoe en jaagt de hyena's weg. Scar bedenkt hierna echter een nieuw plan om nu zowel Mufasa als Simba te vermoorden; hij lokt Simba naar een kloof waar net daarvoor een kudde gnoes door toedoen van de hyena's op hol is geslagen. Mufasa kan Simba nog redden, maar wordt dan zelf door Scar terug in de kloof gegooid en verpletterd door de voorbij razende kudde. Scar doet het hierna handig voorkomen alsof de dood van Mufasa Simba's schuld is. Simba ziet nu geen andere keuze dan de savanne te verlaten en de troon aan zijn oom te laten.
Ver buiten de savanne maakt Simba kennis met het stokstaartje Timon en het wrattenzwijn Pumbaa, die zijn nieuwe vrienden worden. Timon en Pumbaa laten Simba bij hen wonen in de jungle, waar ze hem hun filosofie van Hakuna Matata bijbrengen. Simba groeit hier op tot een volwassen leeuw. Wanneer Simba toevallig Nala weer tegenkomt die de savanne heeft verlaten op zoek naar extra voedsel, vertelt ze hem hoe slecht de situatie op de savanne is geworden sinds Scar de troon overnam. Simba besluit daarop dat hij ondanks wat er is gebeurd terug moet naar de savanne, om zijn rechtmatige plaats als leeuwenkoning alsnog op te eisen.
Bij een nieuwe confrontatie tussen Simba en Scar komt de waarheid uiteindelijk aan het licht. Scar probeert hierna eerst de hyena's alle schuld te geven. Hij doet vervolgens alsof hij zich overgeeft en vlucht, maar valt Simba dan alsnog aan op een hoge rots, waar Simba hem uiteindelijk af gooit. Scar overleeft de val maar wordt alsnog gedood door zijn hyena's, die nu ook inzien dat hij volkomen onbetrouwbaar is. 
Simba kan nu echt zijn rechtmatige plaats als koning innemen. Samen met Nala krijgt hij een welpje, dat later zijn opvolger zal worden.

## Rolverdeling
De film is in vele talen nagesynchroniseerd, zodat vrijwel iedereen de film in de eigen taal kan bekijken. Nederland en Vlaanderen kregen elk een eigen versie, al werden de stemmen van Timon en Pumbaa in beide versies door dezelfde stemacteurs ingesproken.
| Personage   | Stemacteur (Verenigde Staten) | Stemacteur (Nederland) | Stemacteur (Vlaanderen) |
| ----------- | ----------------------------- | ---------------------- | ----------------------- |
| Simba       | Donald Glover                 | Jonathan Vroege        | Lander Severins         |
| Jonge Simba | JD McCrary                    | Tommie Thie            | Dries van Cauwenbergh   |
| Timon       | Billy Eichner                 | Laurenz Hoorelbeke     | Laurenz Hoorelbeke      |
| Pumbaa      | Seth Rogen                    | Mike Wauters           | Mike Wauters            |
| Scar        | Chiwetel Ejiofor              | Marcel Jonker          | Hans Peter Janssens     |
| Nala        | Beyoncé Knowles-Carter        | April Darby            | Charlotte Campion       |
| Jonge Nala  | Shahadi Wright Joseph         | Gioia Parijs           | Lotte Villays           |
| Mufasa      | James Earl Jones              | Murth Mossel           | Marc Peeters            |
| Sarabi      | Alfre Woodard                 | Jennifer Norden        | Karina Mertens          |
| Rafiki      | John Kani                     | Jerrel Houtsnee        | Hans Van Cauwenberghe   |
| Zazoe       | John Oliver                   | Jürgen Theuns          | Peter Thyssen           |
| Shenzi      | Florence Kasumba              | Naomi Webster          | Liesbeth De Wolf        |
| Kamari      | Keegan-Michael Key            | Timo Bakker            | Jeroen Maes             |
| Azizi       | Eric Andre                    | Rogier Komproe         | Bram Van Outryve        |
| Galago      | Chance the Rapper             | Ricardo Blei           |                         |

De Nederlandse regie gebeurde onder Hilde de Mildt.

## Verschillen in verhaallijn met versie uit 1994
De film is qua verhaallijn grotendeels identiek aan de tekenfilm uit 1994. Enkele opmerkelijke verschillen en toevoegingen:
- Er is een extra scène waarin Nala ontsnapt uit de leeuwenroedel om op zoek te gaan naar hulp
- De rol van Simba's moeder is iets belangrijker gemaakt ten opzichte van de tekenfilm. Zo is er een extra scène waarin Sarabi weigert om de echtgenote te worden van Scar. Uit deze scène blijkt ook dat Sarabi destijds Mufasa boven Scar verkoos.
- In de tekenfilm wordt Zazu door Scar, wanneer die aan de macht is, opgesloten in een kooi.
- Scar biecht in de tekenfilm uiteindelijk voor de hele leeuwenroedel rechtstreeks op dat hij Mufasa heeft vermoord, in de remake daarentegen verraadt hij zichzelf door een inconsistentie in zijn verklaringen. Bij het verhoor door Simba verklaart Scar dat hij de angst in de ogen van Mufasa nog zag voordat die viel. Sarabi merkt daarop op dat Scar eerder tegenover iedereen had beweerd dat hij te laat bij de kloof was en dat Mufasa toen al dood was.
- In de tekenfilm had Scar al vanaf het begin een vertrouwensband met de hyena's. In de remake moet hij eerst hun vertrouwen winnen, omdat leeuwen en hyena's van nature elkaars vijanden zijn.
- In de originele film geraakt Zazu Simba en Nalaa uit het oog doordat hij wordt afgeleid door een neushoorn. In deze versie geraakt hij afgeleid door allerhande dieren.
- Enkele zinnen in het lied Hakuna Matata zijn aangepast.

## Achtergrond

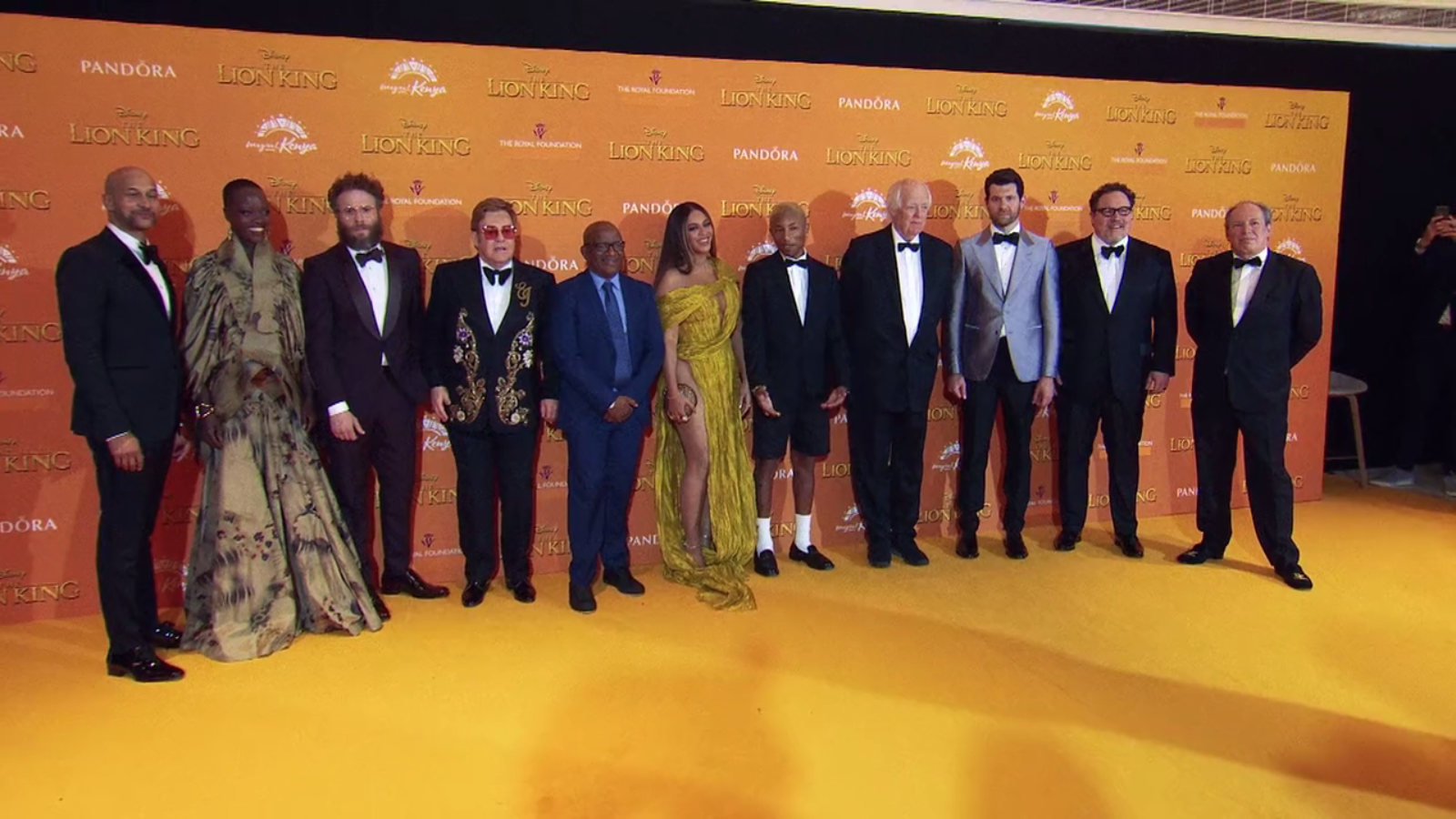
De cast en crew op de Europese première in Londen op 15 juli 2019.

### Ontwikkeling
Op 28 september 2016 bevestigde Walt Disney Pictures dat Jon Favreau met behulp van digitale animatie een remake van de tekenfilm zou gaan regisseren. Op 13 oktober 2016 werd Jeff Nathanson ingehuurd om het scenario van deze remake te schrijven.

### Productie
De productie van de film begon medio 2017 in Los Angeles, waarbij de filmmakers gebruikmaakten van technologieën als motion capture, virtuele werkelijkheid en aangevulde realiteit.

### Muziek
Op 1 november 2017 werd aangekondigd dat Hans Zimmer terug zou keren om de filmmuziek te schrijven. Zimmer had eerder ook de tekenfilm uit 1994 voorzien van muziek. Op 28 november 2017 werd bekendgemaakt dat Elton John had getekend om zijn muzikale composities "Circle of Life", "Can You Feel the Love Tonight" en "Hakuna Matata" te bewerken. Op 9 februari 2018 meldde John dat hij samen met Tim Rice en Beyoncé Knowles-Carter een nieuw lied zou maken voor de aftiteling van de film. De liedjes zijn bovendien in vele talen vertaald, onder andere in het Nederlands en Vlaams.

### Reclame
Het eerste onthullingsfilmpje verscheen op 22 november 2018. De trailer werd in de eerste 24 uur 224 miljoen keer bekeken. Daarmee was The Lion King de op een na best bekeken trailer in die periode ooit, na die van Avengers: Infinity War met 230 miljoen kijkers. Op 10 april 2019 verscheen de eerste officiële trailer met nieuwe beelden die onder meer Timon en Pumbaa onthulden.

## Release en ontvangst
The Lion King ging op 9 juli 2019 in première in Los Angeles.
De film werd door recensenten in het algemeen gemengd ontvangen. Op Rotten Tomatoes behaalde de film een score van 51% op basis van 435 beoordelingen. Metacritic kwam op een score van 55/100, gebaseerd op 54 beoordelingen.
Het lied Be Prepared werd voor de remake ingekort, waardoor het volgens sommige recensenten veel van zijn oorspronkelijke zeggingskracht had verloren. Ook bleek het in een film met uitsluitend computergeanimeerde dieren, die zo realistisch mogelijk oogden, veel moeilijker dan in de oorspronkelijke tekenfilm om typisch "menselijke" mimiek en emoties goed tot uiting te brengen. Dit is door sommige recensenten als een andere belangrijke reden opgevoerd waarom de remake niet echt iets aan de oorspronkelijke tekenfilm toevoegde. Enkele makers van de remake verklaarden dat ze dit heel bewust zo hadden gedaan, aangezien de remake niet op een tekenfilm mocht gaan lijken.

## Prijzen en nominaties
De belangrijkste:
| Jaar | Prijs                  | Categorie                                          | Genomineerde(n)                                              | Uitslag     |
| ---- | ---------------------- | -------------------------------------------------- | ------------------------------------------------------------ | ----------- |
| 2019 | People's Choice Awards | The Movie of 2019                                  | The Movie of 2019                                            | Genomineerd |
| 2019 | People's Choice Awards | The Family Movie of 2019                           | The Family Movie of 2019                                     | Genomineerd |
| 2019 | People's Choice Awards | The Animated Movie Star of 2019                    | Beyoncé Knowles                                              | Gewonnen    |
| 2020 | Golden Globes          | Beste animatiefilm                                 | Beste animatiefilm                                           | Genomineerd |
| 2020 | Golden Globes          | Beste filmsong (voor "Spirit")                     | Beyoncé Knowles, Timothy McKenzie & Ilya Salmanzadeh         | Genomineerd |
| 2020 | Critics' Choice Awards | Beste visuele effecten                             | Beste visuele effecten                                       | Genomineerd |
| 2020 | Critics' Choice Awards | Beste filmsong (voor "Spirit")                     | Beyoncé Knowles, Timothy McKenzie & Ilya Salmanzadeh         | Genomineerd |
| 2020 | Grammy Awards          | Beste Pop Solo Performance (voor "Spirit")         | Beyoncé Knowles, Timothy McKenzie & Ilya Salmanzadeh         | Genomineerd |
| 2020 | Grammy Awards          | Best Compilation Soundtrack for Visual Media       | Hans Zimmer & Jon Favreau                                    | Genomineerd |
| 2020 | Grammy Awards          | Best Score Soundtrack for Visual Media             | Hans Zimmer                                                  | Genomineerd |
| 2020 | Grammy Awards          | Best Song Written for Visual Media (voor "Spirit") | Beyoncé Knowles, Timothy McKenzie & Ilya Salmanzadeh         | Genomineerd |
| 2020 | BAFTA Awards           | Beste visuele effecten                             | Andrew R. Jones, Robert Legato, Elliot Newman & Adam Valdez  | Genomineerd |
| 2020 | Academy Awards         | Beste visuele effecten                             | Andrew R. Jones, Robert Legato, Elliot Newman & Adam Valdez  | Genomineerd |
| 2020 | Satellite Awards       | Beste geanimeerde of mixed media film              | Beste geanimeerde of mixed media film                        | Gewonnen    |
| 2020 | Satellite Awards       | Beste filmsong (voor "Spirit")                     | Beyoncé Knowles, Timothy McKenzie & Ilya Salmanzadeh         | Genomineerd |
| 2020 | Satellite Awards       | Beste visuele effecten                             | Andrew R. Jones, Robert Legato, Elliott Newman & Adam Valdez | Genomineerd |